# R-17 Elbrus
El R-17 Elbrus (ruso: Р-17, 9К72 «Эльбрус», llamado así por el monte Elbrús), índice GRAU 9K72 es un misil balístico táctico, desarrollado inicialmente por la Unión Soviética. También es conocido por su nombre de informe de la OTAN SS-1C Scud-B. Es uno de varios misiles soviéticos que llevan el nombre de informe Scud; el lanzamiento más prolífico de la serie, con una producción estimada en 7.000 (1960-1987). También designado R-300 durante la década de 1970, el R-17 se derivó del R-11 Zemlya. Ha sido operado por 32 países y fabricado en cuatro países fuera de la Unión Soviética. Todavía está en servicio con algunos. En Corea del Norte lo han llamado Hwasong-5.